# شهرستان سوچاوا
شهرستان سوچاوا (به لاتین: Suceava County) یک județ در رومانی است که در رومانی واقع شده‌است.

## خصوصیات
شهرستان سوچاوا ۶۳۴٬۸۱۰ نفر جمعیت دارد.